# Допчице
Допчице (пољ. Dobczyce) је град у Пољској у Војводству Малопољском у Повјату мислењичком. Према попису становништва из 2011. у граду је живело 6.358 становника.
.

## Становништво
Према прелиминарним подацима са пописа, у граду је 2011. живело 6.358 становника.
| 2002. | 2011. | 2012. |
| ----- | ----- | ----- |
| 5.995 | 6.358 | 6.417 |

## Партнерски градови
- Ферсмолд